# 熱性痙攣
熱性痙攣又稱熱性驚厥、熱性抽搐，是一種癲癇發作（epileptic seizure），伴有體溫升高的症狀但是並無任何潛在的健康問題。常見於六個月至五歲的兒童。其大多數發作時長不超過五分鐘，兒童發病後也會在六十分鐘之內恢復正常。
熱性痙攣有一定的家族遺傳傾向。 對熱性痙攣的診斷包括排除腦部感染、代谢疾病，以及先前未伴有發熱的癲癇發作。熱性痙攣分為兩種：單純性熱性痙攣及複雜性熱性痙攣。單純性熱性痙攣的特征為一個原本健康兒童在24小時內至多一次持續時間少於十五分鐘的强直－阵挛性发作。診斷單純性熱性痙攣一般並不需要做血液檢查、大腦影像學檢查以及腦電圖檢查，但建議檢查發熱原。對於原本健康兒童的診斷中，腰椎穿刺也不是必須的。
無論是抗痙攣藥還是退熱劑都不推薦用於阻止單純性熱性痙攣的進一步發展。在少數的發作時常超過五分鐘的病例中，醫師可能使用 苯二氮䓬类藥物，例如勞拉西泮或咪達唑侖以治療。其治療效果通常是非常好的，患兒的學業水平與其他兒童無異，死亡風險也較其他兒童也並無改變。但有未確定的證據顯示患兒患癲癇的風險可能會稍有增加2％。在五歲之前，約有2％至5％的兒童患熱性痙攣。而男童患病較女童更為常見。單純性熱性痙攣發病一次后，再次發病的幾率約為15％至70％。

## 症狀及徵象
在全身性發作時，患者會全身僵硬、手腳抽搐。兒童會失去意識，但雙眼會睜開且翻白眼，呼吸可能會不規則。可能大小便失禁、嘔吐、口吐白沫，或分泌物增加。症狀通常不會維持超過五分鐘。患者溫度常超過38 °C（100.4 °F）。

## 發症
發生的年紀通常介於六個月到五歲之間，但一般不超過六歲，發生率為3到4%。
男、女童的病發率比例，在不同的文獻間的說法差異頗大：
- 有說男生的病發率是女生的兩倍[8][9]，
- 有說男生略高於女生[6]，
- 亦有說男女比例沒分別。

## 起因
熱性痙攣的直接致病原因未明，但按其病徵可分為單純性熱性痙攣及複雜性熱性痙攣。
單純性熱性痙攣的直接成因多數源於上呼吸道感染、胃腸炎、肺炎、中耳炎等或預防注射後引起的發燒導致，而由於幼童的腦部未完全成熟，對痙攣的抑制力較弱而引致。這種對痙攣較弱的抑制力，已被發現可遺傳，相關的遺傳因子如下：
| Type  | OMIM   | Gene   |
| ----- | ------ | ------ |
| FEB3A | 604403 | SCN1A  |
| FEB3B | 604403 | SCN9A  |
| FEB4  | 604352 | GPR98  |
| FEB8  | 611277 | GABRG2 |

而複雜性熱性痙攣的成因可以歸疚於癲癇、腦畸形、神經皮膚綜合症、神經代謝性疾病等各種問題。

## 诊断、治療与预防
其診斷需先確定患者腦部沒有受到感染、沒有代謝性疾病、並且沒有痙攣的病史（發燒時產生的熱性痙攣除外）。熱性痙攣主要可分為兩種類型，單純的熱性痙攣與複雜的熱性痙攣。單純的熱性痙攣，是在24小時內至少發作1次僵直陣攣發作（腦組織大規模不規則放電，身體僵硬且不停抽動 )，且持續時間未超過15分鐘。診斷熱性痙攣不需用到血液檢測、大腦影像或腦電波圖等技術；但建議確診患者發燒的原因。此外，對於看起來健康無礙的幼兒患者，不建議採用腰椎穿刺檢查。
不建議使用抗癲癇藥物或退燒藥來預防單純的熱性痙攣發生。少數熱性痙攣會持續超過五分鐘，此時可使用苯二氮平類藥物，如蘿拉西泮或咪達唑侖。

## 預後
熱性痙攣兒童預後通常相當良好，且在學業表現與死亡率上，亦與其他兒童無異。初步研究顯示，熱性痙攣兒童罹病後，得到癲癇症的機率略增，約為2%。五歲以前的兒童，約有2%至10%得過熱性痙攣，且男孩的比例高於女孩。首次得到熱性痙攣的病患，有15-70%的機會再次復發。

## 備註
1. ↑  台灣醫界均使用“熱性痙攣”這個術語，但較好的翻譯為“熱性抽搐”，因“熱性痙攣”不僅與另一術語“熱痙攣”混淆，而且就本條目 febrile convulsion 而言，convulsion 是“抽搐”或“驚厥”，而漢語“痙攣”則是對應至英語 spasm，表肌肉或空心器官的不自主收縮；所以按台灣將 convulsion 譯為“抽搐”的用法，本條目翻譯以“熱性抽搐”較佳。中國大陸稱“熱性驚厥”無此對應錯誤的問題。